# Daniel Juré
Daniel Juré (Caen, 13 novembre 1957), est peintre, photographe, sculpteur-céramiste  et auteur français. Il vit et travaille à Reviers dans le Calvados en Basse-Normandie.

## Biographie
Le sentiment de la disparition latente des choses et des êtres dirigera toute son œuvre.

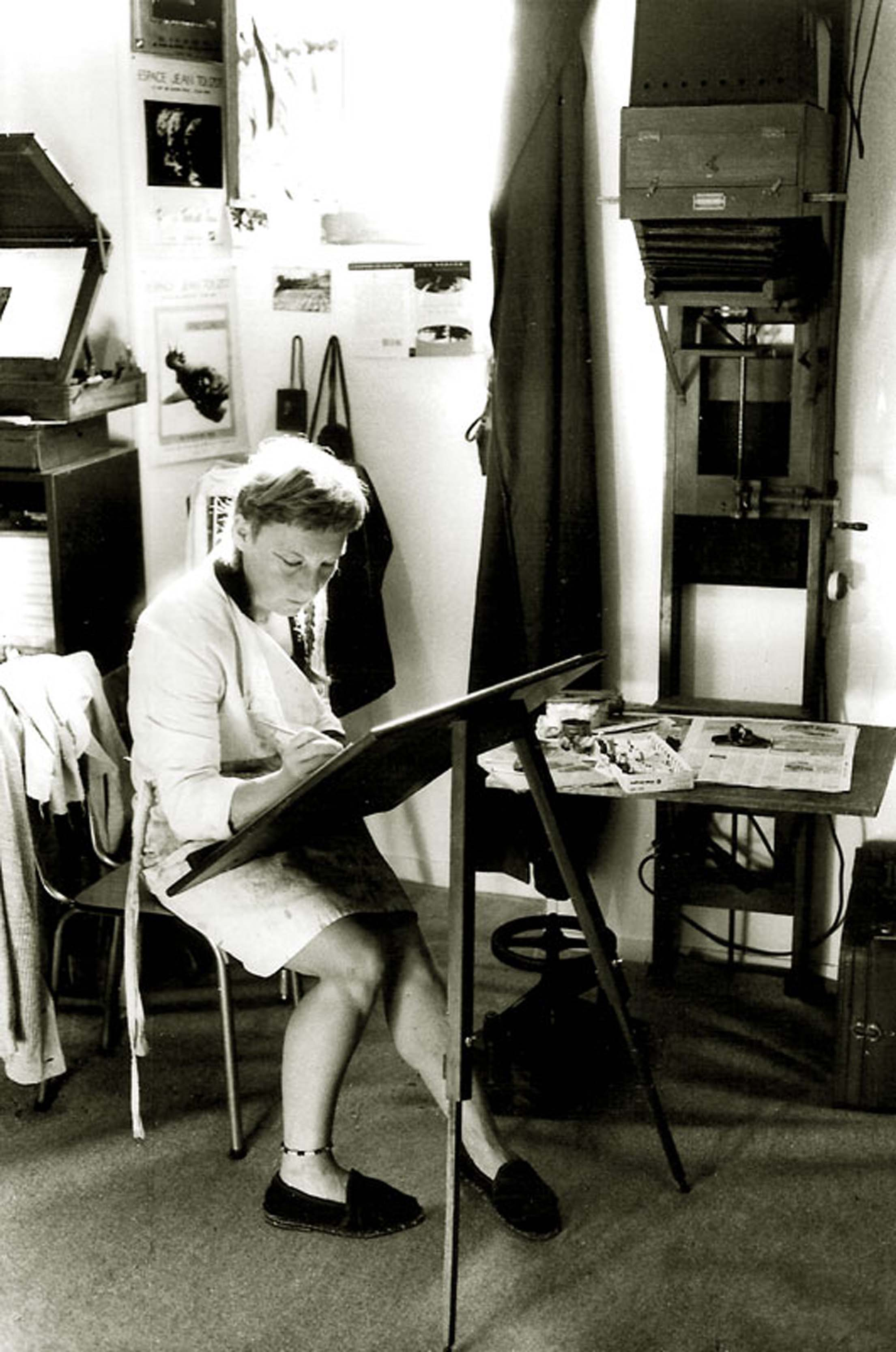
Portrait Katia Boyadjian, dans son labo à Reviers, Basse-Normandie en 2003

Daniel Juré rencontre Katia Boyadjian avec qui il partage la passion de la peinture et a tout juste vingt ans, réalise le premier portrait de Katia, portrait à la sanguine. Avec une volonté souveraine, il tente l'aventure artistique et connaît le dur apprentissage de la peinture. Ses seuls maîtres sont ceux des musées, artistes du passé et du présent et... Lao Tseu. Épris du Tao, les préceptes de Lao Tseu vont l'aider à construire sa vie et son œuvre. Dans l'obsession de son engagement, il entreprend et s'acharne à réaliser l'œuvre à partir des vérités qu'il a acquises - recherche de la sensation pure, quête d'une peinture directe, qui se déroule d'un seul jet, sans esquisse préalable, l'unique trait de pinceau cher à Shitao.
En 1995 pour la présentation de l’exposition Jours ouvrés au Théâtre de Lisieux Bernard Desportes écrit Le clair et l’Impossible (sur la peinture de Daniel Juré).
Parallèlement au dessin, à la peinture, il poursuit un travail littéraire et devient photographe en 1994 au cours d’un séjour en résidence d'artiste en Égypte. Hanté par un monde en « liquidation » il éprouve la nécessité d’en conserver une trace photographique.
« Daniel Juré reconstruit un monde. Les lieux, les êtres, pourtant identifiés, deviennent l'objet d'un questionnement poétique, les images questions-réponses, image et signe à la fois. Rigueur de forme, grande liberté de cadrage, loin de tout système l'artiste navigue du proche au lointain. L'image dépasse son format, devient fragment ou comment l'idée de la réalité dans sa déperdition devient langage. » Katia Boyadjian.
Plusieurs voyages et résidences d'artiste à Alexandrie donnent lieu à une œuvre photographique, picturale et littéraire importante et de nombreuses expositions dans les institutions, musées en France et en Alexandrie.
Alain Tapié, Conservateur en chef du Musée des beaux-arts de Caen, choisit une toile pour présenter l'aspect contemporain de la collection Peindre en Normandie à Caen, Deauville et aux musées de Séoul et Pusan : « Hiératiques, comme tirées par fragments d'un théâtre intime, les figures et les objets de Daniel Juré paraissent dans leur forme originelle portés par la ligne, presque calligraphiés. »
Il réalise une œuvre similaire aux Carnets d'Égypte dans le Cotentin, une résidence sur l'Île Tatihou lui est accordée par le Conseil Général de la Manche. Il publie De flux et de jusant suivie d'expositions dans le département de la Manche et au Musée de Guernesey. Une suite de douze images, poème photographique Dans le voisinage de Saint-Michel-Archange est exposée au Musée de Vains. Pour la première fois il dévoile ses images argentiques.
Suit un travail photographique sur le port de Caen Quai des Songes présenté au Musée de Normandie puis un Voyage en Arménie, photographie, peinture et poésie présenté au Musée des beaux-arts de Caen dans le cadre de l’année de l’Arménie en France.
Dans le même temps et pendant quatre années, il entreprend avec Katia Boyadjian une longue série de portraits en maisons de retraite de la région normande. Portraits chroniques, réflexion sur la notion de portrait aujourd'hui, sur la vieillesse et la mort, expérience ultime que retrace le Musée des beaux-arts de Caen dans une grande exposition.
De 2006 à 2008 il s'investit durant deux années à joindre des écrivains et poètes de notre temps pour faire leur portrait en une séance de pose. Des plaines de Picardie en pays savoyard, du Trégor en Île-de-France, il conduit son « atelier ambulant » jusqu’aux lieux d’écriture de ses modèles. 32 portraits d'écrivains renommés, une collection inédite Séance tenante qui sera exposée au Musée des beaux-arts de Caen en 2011.
- L'écrivain Gabriel Matzneff relate la séance de pose dans ses Carnets noirs 2007-2008 :
- Le poète Jude Stéfan[5] écrit en 2007 pour la présentation de son portrait le poème portrait de portrait

Qu'il s'agisse de peinture, d'écriture ou de photographie, Daniel Juré cherche à restituer le matériau dans son essence même et le seul lien existant entre les diverses disciplines est une cohérence formelle.

## Œuvres sélectives

### Peintures
- Jours ouvrés, série de portraits de Katia
- Portraits chroniques, série de portraits en maisons de retraite
- A l’ombre d’Amon, travail à l’encre sur papier réalisé en Égypte
- De flux et de jusant, travail à l’encre sur papier réalisé en Cotentin
- Hayasdan, Voyage en Arménie, travail à l’encre sur papier réalisé en Arménie
- Séance tenante, série de portraits d’écrivains et poètes de notre temps
- Bestiaire, huiles sur toile, œuvres sur papier et sculptures
- Réminiscences, huiles sur toile

### Photographies
- Dans le voisinage de Saint-Michel-Archange, suite de douze images, poème photographique
- Quai des Songes, travail photographique sur le port de Caen
- De flux et de jusant, travail photographique sur le Cotentin
- Hayasdan, Voyage en Arménie, travail photographique sur l’Arménie
- Travail photographique d’Égypte
- Travail photographique sur les villes d’Europe

### Sculptures
- Bestiaire du temps présent
- Un rayon de ténèbres
- Les non-dits du visible

## Expositions

### Expositions personnelles
- 1998 Jours ouvrés, Musée des Beaux-Arts, Saint-Lô
- 1998 Jours ouvrés, Musée des Beaux-Arts, Flers
- 1998 A l’ombre d’Amon, Musée des Beaux-Arts, Caen
- 1998 A l’ombre d’Amon, Musée des Beaux-Arts, Alexandrie (Égypte)
- 2000 A l’ombre d’Amon, Musée d’Art Moderne, Granville
- 2002 Quai des Songes, Musée des Beaux-Arts, Caen
- 2003 Portraits chroniques, Musée des Beaux-Arts, Caen
- 2004 De flux et de jusant, Musée de Saint Peter Port, Guernesey
- 2005 Quai des Songes, Musée de Normandie, Caen
- 2006-07 Hayasdan, Voyage en Arménie, Musée des beaux-arts de Caen Année de l’Arménie en France
- 2009 Silence régnant, Château de Reviers
- 2011 Séance tenante, Musée de Normandie

### Expositions collectives
- 1995-96 Festival Franco-anglais de poésie, Maison des Écrivains, Paris
- 1996 Peindre en Normandie, Musée des Beaux-Arts de Caen
- 1999 Peindre en Normandie, Musée des Beaux-Arts Séoul et Pusan
- 2005 Artistes contemporains en Basse-Normandie, Archives Départementales du Calvados
- 2006 Biennale de Tuzla, International Gallery of Portrait, Tuzla
- 2011 A vous de choisir, artothèque de Pont-l'Évêque (annexe de l'artothèque de Caen)
- 2016 Regards normands sur les contemporains de Frits Thaulow dans le cadre du Festival Normandie impressionniste, Musée des beaux-arts de Caen
- 2018 Les animaux sous la patte des artistes normands Musée Quesnel-Morinière, Coutances

### Collections
- Musée des Beaux-Arts d’Alexandrie (Égypte)
- Musée de Saint-Pierre-Port, Guernesey
- Conseil Général du Calvados
- Conseil Général de la Manche
- International Gallery of Portrait, Tuzla (Bosnie-Herzégovine)
- Fondation Arabe pour l'Image, Beyrouth (Liban)

### Peinture, photographie
- Jours ouvrés catalogue d'exposition Théâtre de Lisieux, Textes Bernard Desportes Le clair et l’Impossible (sur la peinture de Daniel Juré) 1995
- Jours ouvrés catalogue d'exposition Musée des Beaux-Arts de Saint-Lô, Préface Hubert Godefroy 1996
- Peindre en Normandie catalogue d’exposition Musée des Beaux-Arts de Caen, Séoul et Pusan, Préface Alain Tapié 1996,1999
- A l'ombre d'Amon Éditions L’Inventaire 2000, Peintures, Photographies, Poèmes, Lettres, Préface Jean-Philippe Domecq
- De flux et de jusant Dessins, Photographies, Récits, Poèmes, catalogue d’exposition Conseil Général de la Manche 2001
- Portraits chroniques catalogue d’exposition Musée des Beaux-Arts de Caen, Préface Alain Tapié 2003
- Quai des Songes Photographies, Récits, Éditions Cahiers du Temps, Préface Katia Boyadjian 2005
- Artistes contemporains en Basse-Normandie Archives Départementales du Calvados 2005
- Biennale de Tuzla catalogue d’exposition 2006
- Illustrations couverture Reconnaissances (Nerval, Baudelaire, Lautréamont, Rimbaud, Mallarmé) de Jean-Luc Steinmetz, Éditions Cécile Defaut 2007
- La Normandie des photographes Éditions des Falaises, Textes Farid Abdelouahab 2008
- Silence régnant catalogue d’exposition 2009, Préface Jean-Luc Steinmetz
- Carnets égyptiens Dessins, Poèmes, Photographies, Orients Éditions 2013

### Roman
- La Belle Zélie roman noir, Éditions Le Vistemboir, Collection Le Noir du Vistemboir 2018
- Le Grand Café du Nil Orients Éditions, 2021